# Khỉ mặt chó Tây Phi
Khỉ mặt chó Tây Phi (Mandrillus leucophaeus) là một loài linh trưởng trong họ Khỉ Cựu Thế giới (Cercopithecidae), có quan hệ gần gũi với Mandrillus sphinx.

## Mô tả
Khỉ mặt chó Tây Phi là một loài khỉ đuôi ngắn, dài 70 cm (28 in), có bề ngoài tương tự Mandrillus sphinx (khỉ mặt chó thường). Dị hình giới tính giữa con đực và con cái nổi bật hơn hết ở cân nặng, con đực nặng đến 50 kg (110 lb) còn con cái nặng chỉ 12,5 kg (28 lb).
Thân mình phủ lông nâu-xám. Con đực trưởng thành có môi dưới màu hồng, cằm trắng với nếp gấp da dọc sống mũi. Mông màu hồng, cẩm quỳ hay lam. Con cái màu sắc kém nổi bật hơn.

## Sinh học
Một con đực thống trị lãnh đạo một nhóm nhiều con đực con cái gồm 20-30 cá thể và là cha của hầu hết những con non. Nhóm này có thể tham gia cùng với những nhóm khác, tạo thành siêu nhóm gồm hơn 100 cá thể. Chúng là loài bán du mục theo mùa và thường dụi ngực vào cây để đánh dấu lãnh thổ. Chúng là loài sống một phần trên mặt đất, kiếm ăn chủ yếu trên mặt đất, nhưng leo cây để ngủ vào ban đêm. Con cái sinh một con; cặp song sinh đã được ghi nhận một lần tại Drill Rehab & Breeding Center ở Nigeria. Tuổi thọ trung bình trong điều kiện nuôi nhốt là 28 năm. Chế độ ăn uống chủ yếu là trái cây, ăn nhiều loại trái cây, nhưng đôi khi chúng cũng ăn các loại thảo mộc, rễ, trứng, côn trùng và động vật có vú nhỏ.